# Мосак-Клосопольский, Корла Август
Корла (Карл) Август Мосак-Клосопольский (в.-луж. Korla August Mosak-Kłosopolski; 7 мая 1820 года — 31 июля 1898 год) — лужицкий писатель, переводчик, юрист и общественный деятель. Один из основателей серболужицкой культурно-просветительской организации «Матица сербская».

## Биография
Родился 7 мая 1820 года в крестьянской семье Яга Богумила Мосака и Мадлены Кшижанкец в серболужицкой деревне Незнаровы в окрестностях города Кетлице. В 1832 году поступил в гимназию в Будишине. Будучи гимназистом познакомился в Будишине с Яном Смолером и Яромером Имишем, с которыми в 1839 году основал основал «Будишинское славянское общество» (лат. Societas Slavica Budissiniensis), которое стало основой будущей «Матицы сербской». В 1839 году стал изучать юриспруденцию в Лейпциге. В этом же году переехал в Прагу, где продолжил своё изучение юриспруденции и стал изучать славистику. В 1844 году получил научную степень бакалавра юриспруденции и в октябре этого года возвратился на родину и стал работать юристом в городе Шёнбау. В 1847 году участвовал в создании «Матицы сербской». С 1848 года работал юристом в городе Любий. Избирался депутатом северо-немецкого (в 1867 году) и императорского (в 1871 году) парламентов.
В ноябре 1885 года участвовал в качестве адвоката в судебном процессе над Яромером Имишем, который был обвинён в панславизме. За свою юридическую деятельность получил 31 января 1989 года Рыцарский крест I степени с титулом Мосих фон Эренфельд (Mosig von Aehrenfeld), который ему вручил саксонский король Альберт.
Перевёл на немецкий язык сочинение «Славянские древности» чешского историка Павла Шафарика. Публиковал свои переводы на страницах литературной газеты «Jutnička». Занимался переводами на верхнелужицкий язык произведений Шекспира, Данте, Толстого, Вольтера и других европейских авторов. Издавал на собственные средства периодическое издание «Narodni listy», на страницах которого также публиковал свои рассказы.

## Награды
- Рыцарский крест I степени (1898).